# Ephraim Moses Kuh

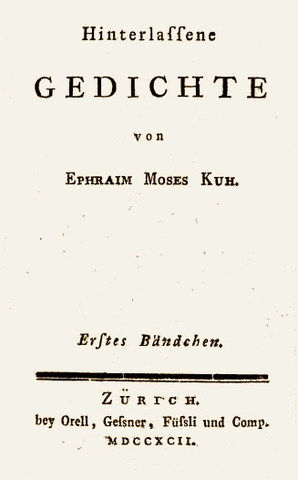
Ephraim Moses Kuh: Titelblatt von Hinterlassene Gedichte (1792)

Ephraim Moses Kuh (hebräisch אפרים משה קוה; geboren 10. April 1731 in Breslau; gestorben 3. April 1790 ebenda) war ein deutsch-jüdischer Dichter und Kaufmann.

## Leben
Nach einer traditionell jüdischen Ausbildung widersetzte sich Ephraim Moses Kuh dem Wunsch seines Vaters, sich zum Rabbiner auszubilden. 1763 verließ er seine Geburtsstadt Breslau und begab sich nach Berlin ins Haus seines nahen Verwandten, des Finanziers Veitel Heine Ephraim. Er machte die Bekanntschaft Lessings, Mendelssohns, Ramlers und anderer Berliner Gelehrter und Dichter. Er widmete sich nun selber der Dichtkunst und vernachlässigte dabei die Geschäfte. Zwischen 1768 und 1770 unternahm er eine Europareise und kehrte darauf nach Breslau zurück. Während sechs Jahren litt er an einer Geisteskrankheit, die ihm weiterhin in lichten Momenten erlaubte, zu dichten. Im Jahr 1786 erlitt er einen Schlaganfall. Er starb am 3. April 1790 in Breslau.
Ephraim Moses Kuh hinterließ mehr als 5000 Gedichte, die seinem Freund Karl Wilhelm Ramler übergeben wurden. Eine Auswahl davon wurde 1792 in Zürich veröffentlicht. Berthold Auerbach machte Kuh in seinem Roman Dichter und Kaufmann zum Titelhelden.

## Werke
- Hinterlassene Gedichte. Mit einer Vorrede von Moses Hirschel. Zürich 1792; books.google.de
- Epigramme von Ephraim Moses Kuh. Auswahl herausgegeben und biographisch-kritisch eingeleitet von Theodor Seemann. Dresden 1872.